# Euthalia thawgawa
Euthalia thawgawa är en fjärilsart som beskrevs av Robert Christopher Tytler 1940. Euthalia thawgawa ingår i släktet Euthalia och familjen praktfjärilar. Inga underarter finns listade i Catalogue of Life.